# آرنو لبرون
آرنو لبرون (انگلیسی: Arnaud Lebrun؛ زادهٔ ۲۷ سپتامبر ۱۹۷۳) بازیکن فوتبال اهل فرانسه است.
از باشگاه‌هایی که در آن بازی کرده‌است می‌توان به باشگاه ورزشی آمیان، باشگاه فوتبال والنسین، و باشگاه فوتبال دیژون اشاره کرد.